# Матфей 1:6
Евангелие от Матфея 1:6 — шестой стих первой главы Евангелия от Матфея в Новом Завете. Этот стих является частью раздела, в котором приводится генеалогия Иосифа, отца Иисуса.

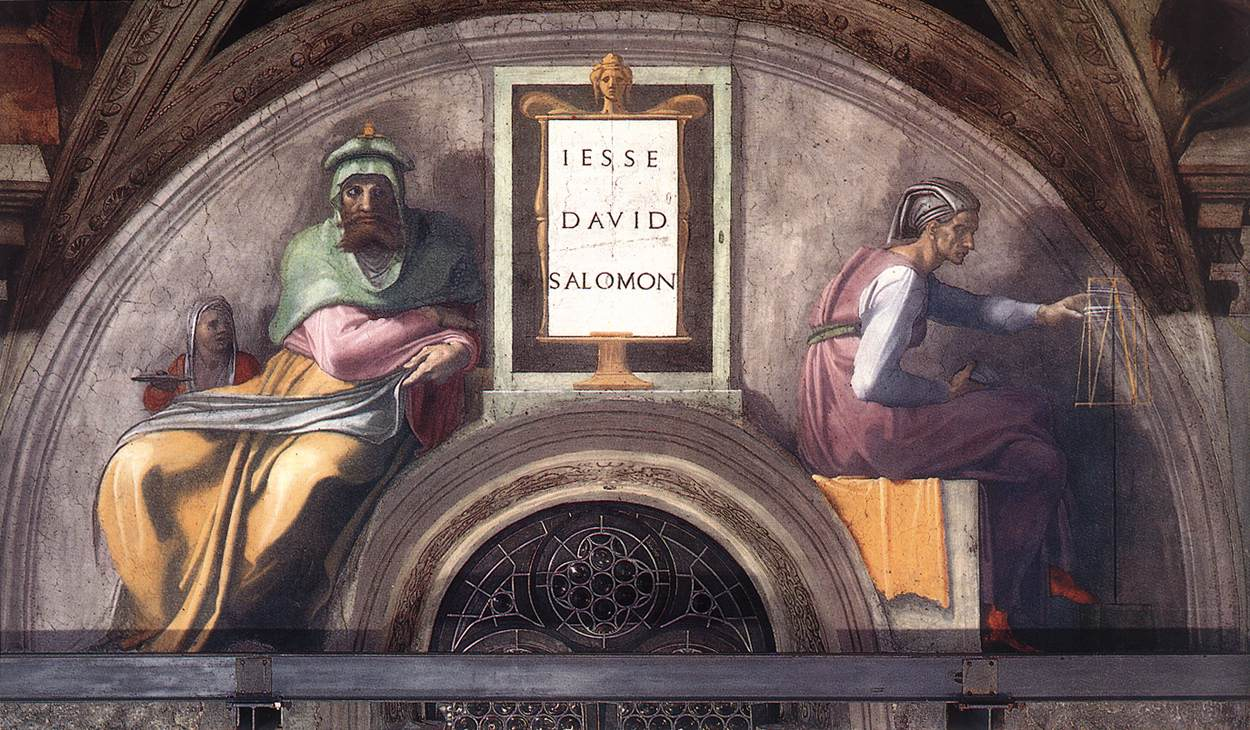
Микеланджело. Иессей-Давид-Соломон. Давид считается сидящим слева, а Соломон – ребёнок за ним.

## Содержание
В Синодальном Переводе текст гласит:
Иессей родил Давида царя; Давид царь родил Соломона от бывшей за Уриею;

## Анализ
Этот стих отмечает конец первой трети генеалогии и переход от списка потомков Авраама к списку царей Иудеи. Это изменение отмечено отсылкой к «царю Давиду».Роберт Х. Гандри тоже считает этот ветхозаветный оборот — отсылку к «царю Давиду» — попыткой представить его прототипом «Иисуса, царя иудейского».
Эллисон предполагает, что ключ к пониманию состава родословной — приём «гематрии», где «именам присваивается числовое значение» (ср. Откр. 13:18). Имя «Давид» на иврите состоит всего из 3 согласных, числовое значение которых составляет четырнадцать: d + w + d = 4 + 6 + 4, так что, поскольку имя Давида идёт четырнадцатым в списке, то ему и даётся титул «царь», а из того, что «Давид» встречается как до, так и после генеалогии, можно сделать вывод, что «Давид» — структурный ключ к Мф. 1:2-17.
Генеалогия в Лк. 3 и у Матфея в этом месте расходятся. До этого момента списки от Авраама до Давида были идентичны. Матфей продолжает Соломоном, Лука же проводит связь с менее известным сыном Давида, Нафаном. Одно из объяснений расхождения в том, что генеалогия Луки относится скорее к Илию, отцу Марии, нежели к Иосифу. Гандри утверждает, что это расхождение связано с тем, что если Лука следовал биологическому происхождению Иосифа, то Матфей перечисляет предшественников Иисуса как лидера еврейского народа.
Жена Урии Хеттеянина, упоминаемая как мать Соломона, — Вирсавия. Упоминание её только по имени первого мужа подчёркивает как её чужеземность, так и прелюбодейность её союза с Давидом. Она — одна из 4 женщин, включённых в генеалогию (остальные три: Фамарь, Раав и Руфь; не считая Богородицы). Фаулер говорит, что добавление женских имен в генеалогию было не только беспрецедентно, но и сама идея была бы «отвратительной» для традиционных авторитетов. Уильям Ф. Олбрайт и К. С. Манн поддерживают расхожую теорию, что 4 женщины упоминаются для того, чтобы подчеркнуть важные роли этих женщин в прошлом, а также чтобы изобразить Марию, Мать Иисуса равной им. Раймонд Э. Браун считает, что эти женщины были добавлены для того чтобы показать, что Бог часто действует и через женщин, а также что его действия не всегда соответствуют расхожим обычаям. Учёные -феминистки типа Эми-Джилл Левин поддерживают идею, что добавление женщин в генеалогию, где доминируют мужчины, показывает, что женщины играют важную роль, и это подрывает патриархальный смысл длинного списка мужчин, породивших других мужчин. Роберт Х. Гандри соглашается, что все 4 имеют сомнительную репутацию, и он рассматривает их добавление к генеалогии как попытку указать, что великие предводители в еврейской истории имеют столь же неаристократическое происхождение, как и сам Иисус. Гарольф Фаулер не согласен с этой точкой зрения, и он утверждает, что ни при каких обстоятельствах автор Евангелия от Матфея стал бы связывать Деву Марию с блудницами и прелюбодейками.